# 14 Zachodniopomorska Brygada Obrony Terytorialnej
14 Zachodniopomorska Brygada Obrony Terytorialnej im. ppłk. dypl. Stanisława Jerzego Sędziaka, ps. „Warta” (14 ZBOT) – związek taktyczny Wojsk Obrony Terytorialnej Wojska Polskiego.

## Struktura organizacyjna
- Dowództwo brygady  – Szczecin Podjuchy
  - 141 batalion lekkiej piechoty – Choszczno[1] 
  - 142 batalion lekkiej piechoty – Trzebiatów[2]
  - 143 batalion lekkiej piechoty-Wałcz

Insygnia
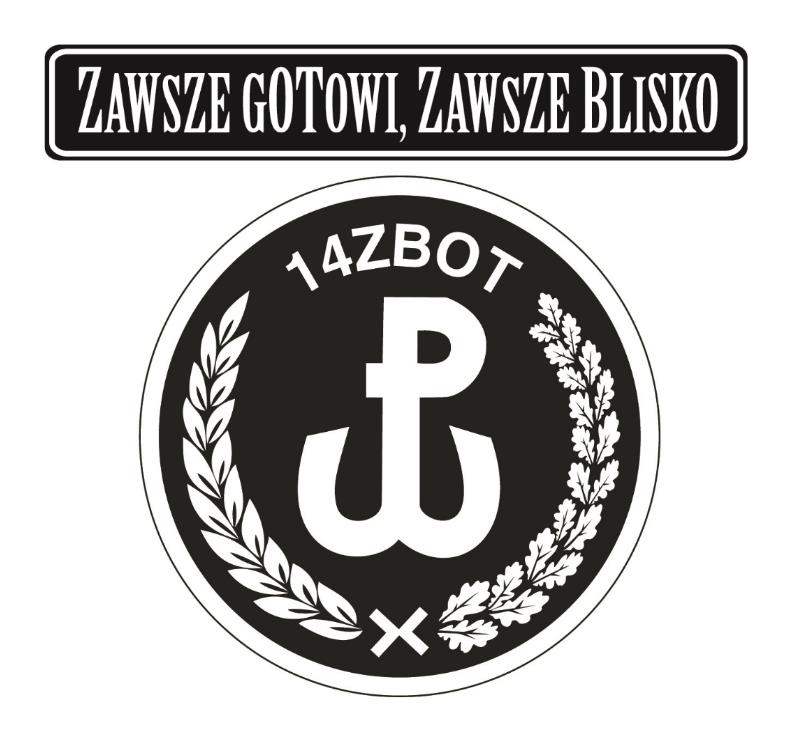
Oznaka rozpoznawcza na mundur wyjściowy
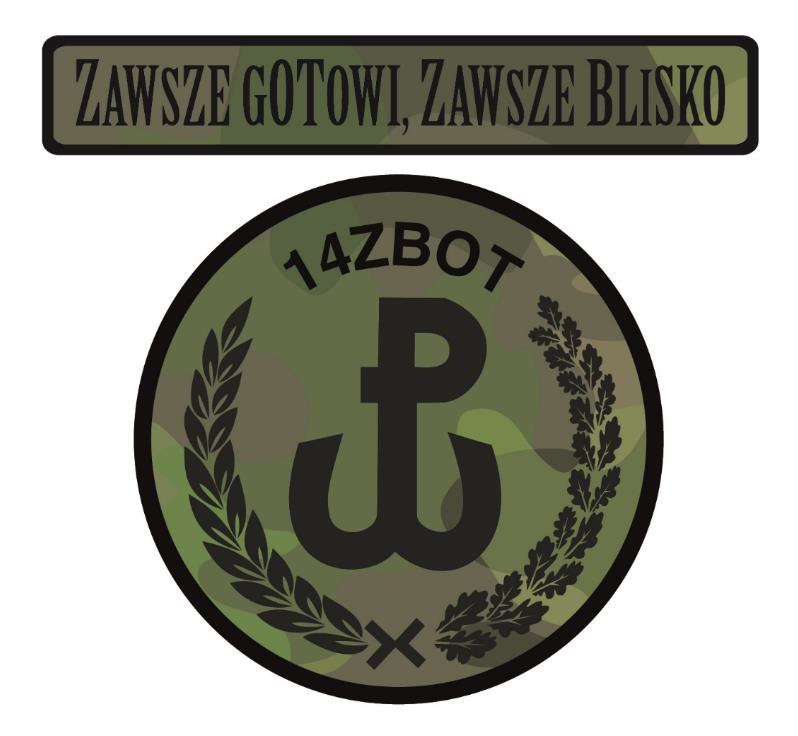
Oznaka rozpoznawcza na mundur polowy

## Dowódcy brygady
- płk Grzegorz Kaliciak (2019–2020)[3]
- płk Tomasz Borowczyk (2020–2023)[4]
- płk Piotr Sulwiński (2023–2025)[5]
- płk Dariusz Szypura (2025–)[6]

## Tradycje
Decyzją nr 29/MON Ministra Obrony Narodowej z dnia 28 lutego 2020, brygada otrzymała imię ppłk. dypl. Stanisława Jerzego Sędziaka, ps. „Warta” i ustanowiono jej święto na dzień 4 września.

## Sztandar
14 Zachodniopomorska Brygada Obrony Terytorialnej otrzymała swój sztandar podczas uroczystości w dniu 17 października 2021 na rynku w Trzebiatowie.
Rodzicami chrzestnymi sztandaru Brygady, która kontynuuje tradycje Armii Krajowej, zostali: Jolanta Szyłkowska – Prezes Zarządu Okręgu Szczecin Światowego Związku Żołnierzy Armii Krajowej oraz Sławomir Sędziak – syn patrona Brygady cichociemnego Stanisława Sędziaka. Sztandar podczas uroczystości wręczył jednostce Dowódca Wojsk Obrony Terytorialnej, gen. dyw. Wiesław Kukuła, który też wbił gwoździe pamiątkowe w drzewce sztandaru w imieniu Prezydenta Rzeczypospolitej Polskiej, Ministra Obrony Narodowej oraz swoim. W uroczystości wzięli udział także m.in. wojewoda zachodniopomorski Zbigniew Bogucki, parlamentarzyści, dowódcy jednostek wojskowych i wszyscy członkowie komitetu honorowego sztandaru. Uroczystość zakończyło złożenie przysięgi na sztandar przez 45 nowych żołnierzy 14 ZBOT.
Symbolika sztandaru 14 Zachodniopomorskiej Brygady Obrony Terytorialnej nawiązuje do miejsca, w którym ona stacjonuje oraz do osoby jej patrona. Umieszczony jest na nim haftowany herb województwa zachodniopomorskiego i wizerunek Matki Boskiej Zwycięskiej, pochodzący ze szczecińskiego kościoła pw. św. Jana Chrzciciela. Znajduje się na nim także Znak dla Skoczków do Kraju – znak spadochronowy Armii Krajowej. W lewym dolnym polu umieszczona jest odznaka pamiątkowa 14 ZBOT.